# Josef Menges
Jakob Josef Menges (Limburg an der Lahn, 7 ottobre 1850 – Limburg an der Lahn, 4 gennaio 1910) è stato un esploratore tedesco.

## Biografia
Josef Menges era figlio di Joseph Menges e di sua moglie Maria Josepha Diefenbach. Suo padre, ultimo Mastro delle Poste dei Thurn und Taxis di Limburg an der Lahn, era attivamente coinvolto nella politica locale e nel 1877 fu eletto sindaco.
Josef Menges frequentò il Prorealgymnasium di Limburg e completò la formazione come ferroviere a Francoforte sul Meno.
Viaggiò a lungo in Europa, America, Africa, Ceylon e India, apprendendo non solo la lingua inglese, francese e italiana, ma anche molti dialetti africani. Per finanziare i suoi viaggi in Africa nord-orientale pubblicò numerosi resoconti di viaggio e di ricerca. Successivamente si dedicò al commercio di animali, rifornendo gli zoo europei di animali esotici.

## Viaggi di ricerca
Poiché Josef Menges era particolarmente interessato all'Africa nord-orientale, si rivolse a Charles George Gordon, maggior generale britannico in Sudan, all'epoca provincia egiziana. In qualità di segretario, viaggiò (1873-1874) nelle aree lungo il Nilo Bianco da Khartum fino a Gondokoro (Ismailia).
Josef Menges pianificò ulteriori viaggi di ricerca nella regione affacciata sul Mar Rosso e organizzò spedizioni scientifiche attraverso l'Africa nord-orientale. I suoi viaggi lo portarono soprattutto nel Sudan egiziano e nell'entroterra della Somalia e dell'Abissinia.
Menges documentò le condizioni climatiche durante i suoi viaggi con misurazioni meteorologiche giornaliere, determinazioni regolari dell'altitudine e registrazioni della temperatura. Sulla base dei suoi appunti di itinerario, di una rappresentazione sommaria delle vie di traffico e delle strade, nonché della descrizione della copertura vegetale e delle formazioni montuose, fu possibile creare elaborati cartografici dettagliati delle zone da lui percorse. Insieme ai suoi resoconti di viaggio, questi furono pubblicati su Petermanns Geographische Mitteilungen. Questa rivista, fondata da August Heinrich Petermann, è stata la più antica rivista specializzata in geografia in lingua tedesca e vi furono pubblicate tutte le importanti scoperte geografiche del XIX e XX secolo. Il fondatore della rivista, August Heinrich Petermann (1822-1878), fu anche uno dei geografi e cartografi più famosi del XIX secolo. Le mappe dettagliate dei viaggi di Josef Menges in Africa furono realizzate dai noti cartografi Bruno Hassenstein (1839-1902) e Carl Barich (1859-1902).
Josef Menges era particolarmente interessato agli abitanti delle zone dell'Africa in cui si recava, al loro modo di vivere e alla loro cultura. Pubblicò numerosi rapporti su riviste specializzate e fu in stretto contatto con noti etnologi e musei etnografici.
Nei suoi numerosi viaggi si interessò non solo dei paesi stranieri e delle loro culture, ma anche della flora e della fauna delle zone visitate. Con la stessa meticolosità con cui documentava i suoi viaggi dal punto di vista del paesaggio, del clima e della flora, descrisse anche il mondo animale e documentò le sue esperienze e scoperte come ricercatore e zoologo in diverse riviste specializzate, tra cui Der Zoologische Garten o Globus-illustrierte Zeitschrift für Länder und Völkerkunde.

## Commerciante di animali
Per sostenere finanziariamente le sue spedizioni, Josef Menges contattò già nel 1876 il commerciante di animali di Amburgo Carl Hagenbeck, fornendogli indicazioni sulle popolazioni animali avvistate, sulle possibilità di cattura e sul successo del trasporto verso la costa e l'Europa.
Grazie alla conoscenza nella cattura, custodia e cura degli animali selvatici, Menges divenne un esperto e ricercato fornitore di giardini zoologici e serragli. Nel febbraio 1887 rilevò un negozio di animali a Trieste e qui aprì una propria filiale commerciale, dove allestì una stazione di quarantena in cui gli animali venivano accuditi e curati prima di iniziare il loro viaggio verso gli zoo europei. Oltre ad Amburgo, il punto di trasbordo più importante per le collezioni di animali portate in Europa da Menges divenne il giardino zoologico di Francoforte. Quando il 1º aprile 1893 ne divenne direttore Adalbert Seitz, questi fornì a Mendes un deposito temporaneo nella struttura, in modo che i grandi animali importati potessero essere mostrati e venduti prima allo zoo di Francoforte.

## Pubblicazioni

### Resoconti di viaggio
- Fahrt auf einer ägyptischen Eisenbahn, 1876.
- Die heißen Quellen von Eilet (Abessinien), 1877.
- Reise in den ägyptischen Sudan, 1883.
- Ausflug in das Somali-Land, 1884.
- Die Karawanenstraße zwischen Suakin und Kasalla, 1887.
- Reisen zwischen Kasalla und dem Setit, 1888.
- Streifzüge in das Küstenland der Habr Auel, 1894.

### Zoologia
- Bemerkungen über den deut. Tierhandel von Nord-Ost-Afrika, 1876.
- Einige Mittheilungen über das Warzenschwein (Phacochoerus Aeliani), 1876.
- Jagdzug nach dem Mareb und oberen Chor Baraka, März–April 1881, 1884.
- Das Nilpferd des Zoologischen Gartens zu Hamburg, 1882.
- Die Einführung des Dromedars in Südafrika, 1885.
- Verwilderte Kamele in Arizona, 1886.
- Jagdausflug in das nördliche Somaliland, 1886.
- Bemerkungen über die Gazella Walleri des nördl. Somalilandes, 1887.
- Der Wildesel des Somalilandes, 1887.
- Die Verwendbarkeit des Elefanten zur Erschließung Afrikas, 1888.
- Ausdauer eines Leoparden, 1888.
- Eine neue Antilope des Somalilandes, 1894.

### Etnologia
- Die Ursachen des ägyptisch-abessinischen Krieges, 1876.
- Die Bewaffnung und Kriegführung der Sudanesen, 1884.
- Die Basen oder Kunama (am oberen Setit und Gasch), 1885.
- Von der Somaliküste, 1885.
- Die Bewohner des Hochplateaus der Somali-Halbinsel, 1886.
- Die Zeichensprache des Handels in Arabien und Ost-Afrika, 1885.
- Bemerkungen über einige in Nord-Ost-Afrika vorkommende Krankheiten und deren Behandlung durch die Eingeborenen, 1886.
- Der Sklavenhandel am Rothen Meer und am Golf von Aden, 1888.
- Die Küstenlandschaft des Somalilandes östlich von Berbera, nebst Bemerkungen über die Folgen der englischen Herrschaft, 1891.
- Zustände im östlichen Sudan, 1894.